# Фатафегі Ту'іпелегаке
Фатафегі Ту'іпелегаке (тонг. Fatafehi Tuʻipelehake; 7 січня 1922, Нукуалофа, Тонга — 10 квітня 1999, Окленд, Нова Зеландія) — державний діяч королівства Тонга.

## Життєпис
Народився 7 січня 1922 року в королівській сім'ї Тонги. З 1949 до 1951 — губернатор островів Вавау. З 1965 до 1991 — прем'єр -міністр  Тонги.  
Помер 10 квітня 1999.